# Usenet
Юзнет (англ. usenet — сокр. от англ. user network) — компьютерная сеть, активно использовавшаяся для общения и публикации файлов в 1980—1990-х годах. Usenet состоит из новостных групп, в которых пользователи могут посылать сообщения. Usenet оказал большое влияние на развитие современной веб-культуры, дав начало таким широко известным понятиям, как «ник», «смайл», «подпись», «модератор», «троллинг», «флуд», «флейм», «бан», «FAQ» и «спам».
С 1990-х годов Юзнет является частью Интернета, а не отдельной от него сетью. Доступ к Юзнету осуществляется по протоколу NNTP — протоколу прикладного уровня модели OSI.

## Введение
Юзнет — одна из старейших сетей, широко используемая до сих пор. Появилась в 1980 году — задолго до того, как широкая публика получила доступ к Интернету вообще и до изобретения WWW в частности. Система была разработана в университете Дьюка (англ. Duke University) и получила прозвище «ARPANET для бедных». В сентябре 1993 года интернет-провайдер AOL открыл доступ к сети Юзнет для своих пользователей. Это событие стало точкой отсчёта нового периода жизни сети, которое старожилы назвали «Вечный сентябрь».
В настоящее время практически весь трафик Юзнета передаётся по Интернету, а формат сообщений и способ их передачи очень похож на электронную почту. Однако, если электронная почта используется для общения «один на один», то Юзнет действует по принципу «один для всех». Сообщения, которые пользователь публикует (англ. posts, «постит») в Юзнете, организуются в тематические категории, называемые «новостными группами» (англ. newsgroups, «ньюзгруппами») или конференциями, которые организуются в иерархию, подобную структуре доменных имён. Например, группы sci.math и sci.physics находятся внутри иерархии sci (сокращение от англ. science — наука). С помощью приложений для работы с Юзнетом можно подписаться на любые доступные конференции.
Пользователь отправляет сообщение на один news-сервер, который передаёт сообщение подписавшимся серверам; те, в свою очередь, передают сообщения своим подписавшимся серверам и так далее. Со временем сообщение распространяется по всем подписавшимся серверам сети.

## Серверы ньюсгрупп
Многие интернет-провайдеры предоставляют бесплатный доступ к новостным серверам. Однако, далеко не каждый из них способен предложить доступ ко всем новостным группам и их содержимому. Объёмы публикуемых сообщений в Юзнете велики, и их хранение и распределение предполагает большие расходы. Именно поэтому доступ к большей части данных предоставляется за плату специализированными новостными серверами. Основной объём трафика приходится на иерархию бинарных ньюсгрупп alt.binaries.*. Фактически пользователи публикуют файлы и текстовые сообщения наподобие общего, разделенного на тематики, ftp-сервера. Файлового «обмена» как такового нет, то есть чтобы что-либо скачать — ни с кем делиться, набирать рейтинги и прочее не надо — в этом смысле Юзнет образно похож на обычный ftp-сервер.

## Структура конференций
Основные иерархии конференций Юзнета составляют «большую восьмёрку»:
- comp.*: обсуждение тем, связанных с компьютерами (comp.software, comp.sys.amiga);
- misc.*: разнообразные темы (misc.education, misc.forsale, misc.kids);
- news.*: новости Юзнета (news.groups, news.admin);
- rec.*: развлечения и отдых (rec.music, rec.arts.movies);
- sci.*: научные дискуссии (sci.psychology, sci.research);
- soc.*: социальные темы (soc.college.org, soc.culture.african);
- talk.*: разговоры, в том числе на «горячие» темы (talk.religion, talk.politics);
- humanities.*: искусство, литература, философия (humanities.classics, humanities.design.misc).

Иерархия alt.* не подвластна процедурам, контролирующим ньюсгруппы «большой восьмёрки», и, как результат, менее организована. Но группы могут быть более специализированы: например, в «Большой Восьмёрке» может быть группа, посвящённая детской литературе, а в alt.* — группа об определённом авторе. Бинарные файлы публикуются в alt.binaries.*, что делает иерархию alt самой большой по объёму данных.
Существуют иерархии, предназначенные для определённого региона (japan.*), или обсуждения продуктов определённой компании (microsoft.*).
Иерархия fido7.ru.* включает в себя эхоконференции сети Фидонет на русском языке.

## Загрузка и публикация файлов в Юзнете
Серверы Юзнета дублируют (частично или полностью) информацию, хранящуюся друг у друга, чтобы их пользователи могли общаться между собой. Однако, работают они не синхронно. Каждый из них имеет свои ограничения на объём загружаемой информации с других серверов и сроки её хранения (англ. retention rate). Причем администрация сервера сама определяет, какие группы и в каком объёме синхронизовать. Платные серверы негласно приветствуют практически любой контент, в том числе нарушающий авторские права.
Среди факторов, осложняющих публикацию в Юзнете, есть и ограничение на объём одной публикации (кол-во строк / мегабайт). На каждой серверной ферме администрация устанавливает свой лимит. Поэтому перед публикацией большие файлы, например, фильмы или образы дисков, нужно разбивать на части не более 50 мегабайт. Это — необходимая рекомендация и правило хорошего тона. Небольшие файлы лучше распространяются между серверами, сохраняется их целостность.
На случай возможной утраты, повреждения отдельных томов архивов или файлов, используются PAR2-файлы (англ. parchive, parity file), содержащие необходимые данные для контроля и коррекции ошибок. С их помощью файлы легко восстанавливаются и дополняются при частичной утрате. Обычно для работы с PAR2 используют утилиту QuickPar.
Все файлы, имеющиеся в Юзнете, будь то музыка, изображения, видео, программное обеспечение, образы дисков, игры и прочие, представлены в текстовой кодировке и прикреплены к сообщению, точно так же, как и в электронной почте.
Большой популярностью пользуется кодировка yEnc, как наиболее компактная.